# XL Center
XL Center (originariamente conosciuto anche come Hartford Civic Center) è un'arena a multiuso e centro congressi situato nel centro della città di Hartford, Connecticut. È di proprietà della Città di Hartford. Nel dicembre 2007, il centro è stato rinominato quando i diritti dell'arena sono stati venduti alla XL Catlin in sei anni d'intesa.